# 스타라야 데레브냐역
스타라야 데레브냐 역(러시아어: Старая Деревня)은 러시아 상트페테르부르크 시에 있는 상트페테르부르크 지하철 프룬젠스코 프리모르스카야 선의 역이다.